# Thane
Pour le terme anglo-saxon, voir thegn.
Thane (en Marathi: ठाणे) est une ville de l'État du Maharashtra, en Inde. On l'appelle aussi « la ville des lacs ». Elle est située dans la partie nord-est de l'île de Salsette. La ville de Thane est entièrement située dans la taluka de Thane, l'une des sept talukas du district de Thane. Elle est aussi le siège du district homonyme. Avec une population de 1 841 488 habitants répartis sur une superficie d'environ 147 kilomètres carrés, la ville de Thane est la quinziême ville  d'Inde avec une population de 1 890 000 selon le recensement de 2011.
Située au nord-ouest du Maharashtra, la ville est une voisine immédiate de Bombay et fait partie de la Région métropolitaine de Bombay.

## Étymologie
Le mot « Thane » est dérivé du mot Marathi local « ठाणे » qui signifie « poste de contrôle de la police »[réf. nécessaire]. Thane était le poste de police britannique le plus important après celui de Bombay.
Le nom Thane a été diversement romanisé comme Tana, Thana, Thâṇâ, et Thane. Le Livre de Marco Polo écrit Tanaim. Ibn Battûta et Aboulféda le connaissaient sous le nom de Kukin Tana. Duarte Barbosa comme Tana Mayambu. Avant 1996, la ville était nommée « Thana », selon l'orthographe britannique.

## Histoire
Une plaque de cuivre datant de 1078 après J.-C. a été découverte près des fondations du fort de Thane en 1787. Une concession de terre d'Arikesara Devaraja, seigneur de Tagara, dans laquelle il s'adresse aux habitants d'une ville appelée « Sri Sthanaka ».
Les Britanniques occupèrent l'île de Salsette, le fort Thana, le fort Versova et le fort insulaire de Karanja en 1774.

## Transport
Thane est bien relié aux autres régions par un vaste réseau de chemins de fer et de routes - y compris une route nationale passant par Thane. Comme Thane est à côté de Mulund (qui est la dernière station de la banlieue est de Bombay), Airoli (qui est la première station de la banlieue nord-ouest de Navi Mumbai), Bhiwandi (la jonction avec deux villes jumelles de Kalyan - Dombivli et Vasai - Virar) et la Borivali (banlieue ouest de Bombay et Mira Road/Bhayander via Ghodbunder Road), la plupart des quartiers de la ville sont facilement accessibles.

### Les chemins de fer
Thane était le terminus du tout premier train de voyageurs en Asie. Le 16 avril 1853, le service des trains de voyageurs est inauguré entre Bori Bunder (Bombay) et Thane. Couvrant une distance de 34 km, il était tracté par trois locomotives : Sahib, Sindh et Sultan.
Thane est relié aux banlieues voisines par le réseau ferroviaire de banlieue Central et Trans-Harbor Line. Thane est une jonction ferroviaire pour la ligne du port Thane-Vashi & Panvel et la ligne centrale. C'est l'une des gares les plus fréquentées d'Inde et accueille 654 000 passagers par jour,.

### Métro
Depuis 2019, Wadala et Thane sont reliés par une ligne de métro.
Le 26 août 2015, la MMRDA a sanctionné 354 milliards de yens pour 118 km de réseau de métro de Bombay. Cela comprend un couloir Wadala-Ghatkopar-Thane-Kasarvadavali Metro-4 de 40 km via Wadala GPO et R.A. Kidwai Marg coûte 120 milliards de roupies.
Dès janvier 2021, la MMRDA, l'agence pour la construction de 300 km de vaste réseau de métro, a proposé un plan de construction d'un dépôt surélevé pour trois lignes de métro : 4 (Wadala-Thane-Kasarvadavali), 4A (Kasarvadavali-Gaimukh), 10 (Gaimukh-Shivaji Nagar) et 11 (Wadala-General Post Office, CSMT) à un arrêt. Ce dépôt est proposé à Mogharpada, Thane. Le coût total du projet est estimé à 596,60 crores.

### Transport Municipal de Thane (TMT)
La Thane Municipal Corporation a lancé son propre service de transport le 9 février 1989, connu sous le nom de TMT (Thane Municipal Transport). TMT fournit des services à l'intérieur de la ville et aux banlieues de Bombay comme Mulund, Andheri, Mira Road, Nala Sopara, Bhivandi, Vasai, Virar, Borivali, Vashi, Airoli, Ghatkopar, Dadar, Bandra, BKC, Bhayandar, Kalyan et Panvel, entre autres.
| Info                                  | Détails                                                             |
| ------------------------------------- | ------------------------------------------------------------------- |
| Nombre d'autobus                      | 289                                                                 |
| Nombre d'itinéraires                  | 45                                                                  |
| Nombre de dépôts                      | 3 ; Dépôt Kalwa, Dépôt immobilier Wagle et Dépôt Kolshet (*Proposé) |
| Nombre de dépôts de bus               | 8                                                                   |
| Nombre d'arrêts de bus                | 874                                                                 |
| Nombre de trajets en bus par jour     | 7114                                                                |
| Kilomètres parcourus par jour         | 63 135                                                              |
| Voyageurs en bus par jour             | 280 017                                                             |
| Revenu quotidien en roupies           | 1 388 517                                                           |
| Kilomètres de course par jour par bus | 211                                                                 |
| Nombre d'employés                     | 2558                                                                |
| Référence:                            |                                                                     |

### L'avenir des transports à Thane
Un réseau de métro léger couvrant 42 km a été proposé en trois phases. Dans la première phase, les consultants ont suggéré une connectivité entre Balkum et Kolshet via Naupada. Il fera 16,05 km de long avec 14,65 km de dénivelé, et seulement 1,4 km en surface, et 11 stations au total.

## Géographie

### Climat
Thane a un climat tropical de mousson qui confine à un climat tropical humide et sec. Le climat général est égal avec des jours de fortes précipitations et très peu de jours de températures extrêmes.
A Thane, la température varie de 22°C à 36°C. Les températures hivernales peuvent descendre jusqu'à 12°C la nuit tandis que les températures estivales peuvent monter à plus de 40°C à midi. Les températures diurnes les plus basses sont observées pendant le pic de la mousson d'été en juillet et août, lorsque les températures peuvent chuter à environ 25°C. Sur les précipitations totales, 80% des précipitations sont enregistrées de juin à octobre. Les précipitations annuelles moyennes sont de 2000 à 2500 mm et l'humidité est de 61 à 86%, ce qui en fait une zone humide-perhumide.

## Démographie
La population de Thane selon le recensement de 2011 est de 1 886 941. Le taux d'alphabétisation moyen de la ville de Thane est de 91,36 pour cent, où l'alphabétisation des hommes et des femmes était respectivement de 94,19 et 88,14 pour cent. Le sex-ratio de la ville de Thane est de 882 femmes pour 1000 hommes. Le sex-ratio des enfants est de 900 filles pour 1000 garçons. Le nombre total d'enfants (0 à 6 ans) dans la ville de Thane est de 186 259 selon le rapport du recensement de l'Inde de 2011. Il y avait 98 017 garçons tandis que 88 242 sont des filles. Les enfants forment 10,24% de la population totale de la ville de Thane.
La langue dominante parlée à Thane est le marathe. Environ 70% de la population parle le marathi. Certaines familles de la communauté des East Indians (en), retrouvée dans le quartier de Khatri, parlent encore le portugais. Environ 1 800 des quelque 5 000 Juifs de l'Inde vivent à Thane.

## Tourisme
Thane est également connue sous le nom de « ville des lacs ». Les lacs de Thane comprennent le lac Masunda, également connu sous le nom de Talao Pali, le lac Makhmali, le lac Kachrali et le lac Upvan. Talao Pali est un lieu de soirée populaire pour les thanéites avec trois structures remarquables sur ses rives. La plus ancienne est l'église Saint-Jean-Baptiste, construite par les Portugais en 1582, est l'un des principaux monuments historiques de la ville. Cette église a été rénovée et restaurée en 2015. Le temple Kopineshwar sur les rives du lac Masunda est le plus ancien temple de tout le district de Thane. Il a été construit et rénové vers 1750 par Chimaji Appa, héros de la lutte contre la domination portugaise. Le troisième est Gadkari Rangaytan, une salle de théâtre populaire pour les drames marathis.
La colline de Yeoor, avec son environnement naturel, et le Parc national Sanjay Gandhi sont également des sites touristiques.

### Lacs
| Numéro     | Nom du lac                 | Emplacement | Surface (en hectares) |
| ---------- | -------------------------- | --- | --------------------- |
| 1          | Lac Ambe Ghosale           | À Meenatai Thakare Chowk, Castle Mill Naka (face à Desai Bunglow) dans le comité d'Uthalsar Ward | 2.77                  |
| 2          | Lac Brahmala               | Près de la pompe à essence Babubhai dans le comité de Uthalsar Ward | 0.5173                |
| 3          | Lac Burbank                | À l'intérieur du domaine Hiranandani, entre Park Avenue et Wood Street. À l'ouest se trouve le lac Enclave. | 0.5857                |
| 4          | Lac Datiwali               | Côté est de la station Diva située dans les marais de la rivière Ulhas dans la zone du comité de Mumbra Ward | 0.77                  |
| 5          | Lac Dawala                 | À Ovala à Majiwada-Manpada Prabhag Samiti | 1.136                 |
| 6          | Lac Desai                  | Sur la rive ouest de la rivière Ulhas, dans le village de Desai du comité de Mumbra Ward | 1.75                  |
| 7          | Lac Devasar                | Au bout de Bhayanderpada au pied du parc national de Sanjay Gandhi dans le comité de Majiwada-Manpada Ward | 0.516                 |
| 8          | Lac Diaghar                | À la périphérie du village de Diaghar dans le comité de Mumbra Ward | 0.363                 |
| 9          | Lac Diva                   | Situé juste à l'extérieur de la station Diva dans le comité de Mumbra Ward | 0.405                 |
| 10         | Lac Gokul Nagar            | C'est un petit lac situé au cœur de la ville au milieu des bidonvilles de Gokul Nagar dans le comité de Uthalsar Ward | 0.325                 |
| 11         | Lac Hariyali               | Près de la gare de Thane dans le comité de Kopari Ward | 0.7939                |
| 12         | Lac Jail                   | En face du bureau de poste à côté du réservoir d'eau de prison dans le comité d'Uthalsar Ward | 1.43                  |
| 13         | Lac Jogila                 | Près du bureau d'Uthalsar Ward | approx 0.1            |
| 14         | Lac Kacharali              | En face du siège social de TMC dans le comité de Naupada Ward | 2                     |
| 15         | Lac Kalwa                  | Bureau de Kalwa Ward. Situé à proximité de la gare | 2                     |
| 16         | Lac Kasar-Wadavali         | Majiwada, bureau du Manpada Ward | 4.5173                |
| 17         | Lac Kausa                  | Bureau du Mumbra Ward, Kausa | 1.5173                |
| 18         | Lac Kavesar                | Situé sur la route de Waghbil | 2.1746                |
| 19         | Lac Khardi                 | Le lac est situé dans les locaux de Khardipada | approx. 1.15          |
| 20         | Lac Kharegaon              | Bureau du Kalwa Ward | 0.7377                |
| 21         | Lac Khidkali               | Le lac Khidkali est situé du côté est du ruisseau Thane, près du Shilphata | 1.7                   |
| 22         | Lac Kolbad                 | Bureau d'Uthalsar Ward | 1                     |
| 23         | Lac Kolshet                | Bureau de Manpada Ward | 1                     |
| 24         | Makhamali Talav (Lac)      | Bureau d'Uthalsar Ward | 1                     |
| 25         | Masunda Lac (Talao Pali)   | Le lac Masunda (également connu sous le nom de Talao Pali) est situé à l'ouest de Thane, au cœur de la ville de Thane. Le lac est entouré de lieux historiques importants comme Gadkari Rangayatan, l'église Saint-Jean, le temple Kopineshwar et le marché Jambli. Il y a un Mahadev Dhyan Mandir au centre du lac et aussi une statue de Shivaji Maharaj près du lac. | 7.2                   |
| 26         | Lac Naar                   | Le lac Naar est situé à la périphérie de Thane le long de la route Ghodbunder | 0.7550                |
| 27         | Lac Phadakepada            | Bureau de Mumbra Ward | 1.71                  |
| 28         | Lac Railadevi              | Bureau du Railadevi Ward | 8                     |
| 29         | Lac Rewale                 | Bureau du Majiwada-Manpada Ward | 0.5173                |
| 30         | Lac Shill                  | Bureau de Mumbra Ward | 6                     |
| 31         | Lac Shivaji Nagar/ Balkumb | Le lac est situé le long de l'ancienne route d'Agra à côté de la ligne d'approvisionnement en eau dans la région de Balkum | 0.2247                |
| 32         | Lac Siddheshwar            | Bureau d'Uthalsar Ward | 3                     |
| 33         | Lac Upvan                  | Le bureau de Vartak Nagar Ward est situé au pied de Yeoor. C'est également le lieu du festival des arts sanskruti qui se tient tous les six mois. Une statue du Dieu Shiva est située au milieu du lac. Un temple de Ganesh est situé près du lac. | 6                     |
| Référence: |                            | |                       |

## Éducation

### Écoles
- Billabong High International School

- D.A.V. Public School
- Hiranandani Foundation School
- Holy Cross Convent High School
- New Horizon Scholars School
- Podar International School
- Goldcrest High School
- S.E.S. High School and Junior College
- Smt. Sulochanadevi Singhania School
- Sri Ma Vidyalaya
- St. John the Baptist High School
- Vasant Vihar High School

### Collèges et instituts
- A. P. Shah Institute of Technology
- Dr. V. N. Bedekar Institute of Management Studies And Law
- Institute of Management and Computer Studies
- KC College of Engineering
- Rajiv Gandhi Medical College
- Rustomjee Academy for Global Careers
- Vidya Prasarak Mandal's Polytechnic

## Personnes notables
- Anand Paranjpe - Député de la circonscription de Kalyan dans le 15 Lok Sabha
- Eknath Shinde – Ministre du Cabinet - PWD (MSRDC, Entreprise publique), Gouvernement du Maharashtra
- Jitendra Awhad - Membre de l'Assemblée législative Ministre du Cabinet - Département du logement Gouvernement du Maharashtra (MLA) pour la circonscription de Mumbra-Kalwa dans le 13e Maharashtra Vidhan Sabha
- Prajakta Koli - La plus grande Youtubeuse d'Inde (Channel: MostlySane)
- Pramod Mahajan - Ancien chef du BJP et ministre du gouvernement central.
- Pratap Sarnaik - député de la circonscription d'Ovala-Majiwada dans les 12e et 13e Maharashtra Vidhan Sabha
- Rajan Vichare - député de la circonscription de Thane dans le 16e Lok Sabha
- Sanjay Kelkar - député de la circonscription de Thane dans le 13e Maharashtra Vidhan Sabha
- Sanjeev Naik - député de la circonscription de Thane dans le 15e Lok Sabha.
- Suhas Joshi - actrice indienne de cinéma et de télévision
- Thomas de Tolentino est ses compagnons y sont exécutés en 1321.
- Priya Marathe, actrice indienne y est née en 1987